# Габріель Баділья
Габріель Баділья (ісп. Gabriel Badilla; 30 червня 1984, Сан-Хосе, Коста-Рика — 20 листопада 2016, Санта-Ана) — костариканський футболіст, що грав на позиції захисника.
Виступав, зокрема, за «Сапріссу» та національну збірну Коста-Рики.

## Клубна кар'єра
У дорослому футболі дебютував 2001 року виступами за команду клубу «Сапрісса», в якій провів сім сезонів, взявши участь у 129 матчах чемпіонату. 
Протягом 2008—2009 років захищав кольори команди клубу «Нью-Інгленд Революшн».
2010 року повернувся до клубу «Сапрісса», за який встиг відіграти ще 6 сезонів.

## Виступи за збірні
2001 року дебютував у складі юнацької збірної Коста-Рики, взяв участь у 4 іграх на юнацькому рівні.
2005 року дебютував в офіційних матчах у складі національної збірної Коста-Рики. Протягом кар'єри у національній команді, яка тривала 12 років, провів у формі головної команди країни лише 25 матчів, забивши 1 гол.
У складі збірної був учасником розіграшу Золотого кубка КОНКАКАФ 2005 року у США, чемпіонату світу 2006 року в Німеччині, розіграшу Золотого кубка КОНКАКАФ 2007 року у США.

## Смерть
Помер 20 листопада 2016 року на 33-му році життя у місті Санта-Ана, де брав участь в забігу на 10 кілометрів в рамках турніру Lindora Run. Футболістові стало погано за 200 метрів до фінішу, після чого він знепритомнів. Йому було надано першу медичну допомогу, після чого на місце прибула бригада швидкої допомоги, проте реанімаційні дії не дали результату.